# 奧格里塔 (北卡羅萊納州)
奧格里塔（英語：Ogreeta）是位於美國北卡羅萊納州切羅基縣的非建制地區。

## 歷史
奧格里塔的郵局於1880年設立，其後於1927年停運。

## 地理
奧格里塔所處的海拔為高於海平面490米（即1608英呎），而該地所採用的時區為UTC-5，即北美东部时区（EST）。同時該地設有夏令時間，為UTC-5調快一小時，即UTC-4（EDT）。